# Бехидже Ханым-эфенди
Бехидже́ Ханы́м-эфе́нди (тур. Behice Hanım Efendi), также Бехиче-ханум (10 октября 1882, Адапазары — 22 октября 1969, Стамбул) — четвёртая жена (икбал) османского султана Абдул-Хамида II и мать двух его сыновей.

## Биография

### Происхождение
Бехидже родилась 10 октября 1882 года в деревушке Бейневид (Бенаута) близ Адапазары. Родителями её, согласно данным турецкого мемуариста Харуна Ачбы и придворной дамы Лейлы Ачбы, были абазинский князь Албуз Маан и абхазская княжна Назлы Кучба. Харун Ачба пишет, что при рождении девочка получила имя Бехие. Лейла Ачба отмечает, что помимо Бехидже у Албуза и Назлы был по меньшей мере ещё один ребёнок — дочь Тасвире-ханум, при этом сама Бехидже была старшей из всех детей в семье.
По сообщению Харуна Ачбы, отец Бехидже был сыном Каца Маана, главного сподвижника последнего владетельного князя Абхазии Михаила Шервашидзе, и, таким образом, сама Бехидже приходилась двоюродной сестрой главной икбал Абдул-Хамида II Сазкар Ханым-эфенди. Как пишет турецкий историк Недждет Сакаоглу, мать Бехидже была родственницей жены военного политика Халиля Кута.

### Жена Абдул-Хамида II
В султанский дворец Йылдыз Бехидже привёл собственный отец: в 1899 году Албуз узнал, что Абдул-Хамид II ищет невесту для своего сына Мехмеда Бурханеддина-эфенди, и привёл дочь во дворец, однако султан оказался настолько очарован Бехидже, что решил жениться на ней сам. Харун Ачба отмечает, что Бехидже не хотела выходить замуж за султана, который был старше неё на 40 лет, однако её отец настоял на браке. Харун и Лейла Ачба, а также османист Энтони Алдерсон пишут, что свадьба состоялась 10 мая 1900 года в Йылдызе, в то же время Сакаоглу указывает 1900 год годом, когда Бехидже стала икбал султана. Харун Ачба указывает, что Бехидже носила титул четвёртой икбал, тогда как турецкий историк Чагатай Улучай пишет, что она была «первой главной икбал», при этом отмечая, что когда Фатьма Песенд Ханым-эфенди получила титул третьей икбал, сама Бехидже стала четвёртой икбал Абдул-Хамида II. Через год после свадьбы Бехидже родила близнецов-шехзаде Бедреддина и Нуреддина. Рождение сразу двоих сыновей сделало Бехидже самой уважаемой в гареме женщиной султана. Нуреддин дожил до зрелого возраста, однако второй шехзаде скончался в возрасте двух лет от менингита.
Лейла Ачба так писала в своих мемуарах о Бехидже: «Компаньоном тёти моей Пейвесте-ханум была Бехиче-ханум. Из всех, кого я в жизни видела, самой аристократичной, самой красивой и самой упрямой была она. Высокого роста, роскошные каштанового цвета волосы, голубые глаза, белое тело, необыкновенно красивая женщина». Сакаоглу, напротив, описывает её как «статную, красивую черкешенку-блондинку». Харун Ачба описывает Бехидже как «высокую, светловолосую, голубоглазую» женщину. Он также отмечает, что Бехидже была настолько прекрасна, что султан поручил придворному художнику Фаусто Зонаро написать несколько её портретов. Харун Ачба пишет, что Бехидже очень любила роскошь и была надменной и высокомерной. Никто и слова не мог сказать против неё, она делала всё, что пожелает. Вероятно, характер она унаследовала от отца: Албуз хвастался в столице, что является зятем султана, за что был сослан из Стамбула в Сивас. Бехидже вступилась за отца перед мужем-султаном, Албуз был возвращён в столицу и получил в подарок от дочери особняк в Серенджебее.
После свержения Абдул-Хамида II в 1909 году Бехидже не последовала за ним в ссылку в Салоники из-за сына, который получал образование в Стамбуле. Вместе с Нуреддином она арендовала дом, однако средств, выделяемых на её содержание и содержание шехзаде, категорически не хватало. Лейла Ачба так рассказывает об этой ситуации в своих мемуарах: Бехидже обратилась к султану Мехмеду V Решаду с просьбой передать ей в пользование виллу Маслак, являвшуюся личным владением Абдул-Хамида II, однако Мехмед посоветовал ей обратиться к Энверу-паше и Талаату-паша, членам партии «Единение и прогресс», которые не приняли её просьбу во внимание. Однако Сакаоглу и Улучай пишут, что пашам настолько надоели постоянные жалобы и прошения Бехидже, что они уступили и позволили ей переехать в Маслак. Лейла продолжает: когда в 1912 году Абдул-Хамида перевезли под охрану военных во дворец Бейлербейи, Бехидже сообщили, что её супруг тяжело болен, однако, когда она прибыла во дворец, выяснилось, что бывший султан здоров, и это была уловка, чтобы избавиться от назойливой икбал Абдул-Хамида II. Сакаоглу дополняет: когда Бехидже поняла, что попала в ловушку Энвера и Талаата, она стала угрожать, что разобьёт окна и будет звать на помощь.
В Бейлербейи Бехидже провела три месяца, а затем вернулась на виллу Маслак. Лейла Ачба так описывает это событие: однажды утром Бехидже вошла в покои мужа и объявила, что больше не может пребывать в разлуке с сыном, а затем, когда бывший султан ответил, что не может повлиять на ситуацию, отправилась в салон, где находились солдаты, охранявшие Абдул-Хамида, и заявила, что её либо выпустят из дворца, либо она не покинет салон; об этой ситуации сообщили Энверу-паше, который распорядился переселить Бехидже на виллу Маслак. Улучай же пишет, что Бехидже пеняла на то, что не является заключённой, и потому её не могут насильно держать под надзором в Бейлербейи. На этой вилле Бехидже оставалась вплоть до 1924 года.

### Вдовство
В 1918 году Бехидже овдовела. Сакаоглу и Улучай пишут, что в 1919 году она по любви вышла замуж за коменданта военной школы Аязага Джеляль-бея; Сакаоглу также пишет, что Бехидже развелась с ним в 1924 году, чтобы вместе с сыном отправиться в изгнание. Ссылаясь на турецкого драматурга Нахида Сырры Орика, Сакаоглу отмечает, что Джеляль-бей был младше Бехидже и долгое время был другом и поверенным её сына. Однако Харун Ачба считает слухи о втором браке Бехидже ложью. Он пишет, что Джеляль-бей служил управляющим в Маслаке и некоторые люди истолковывали близкие отношения между госпожой и слугой превратно. Тем не менее, когда династия Османов в 1924 году была изгнана из страны, Джеляль-бей последовал за Бехидже и Нуреддином.
Бехидже Ханым-эфенди с сыном поселилась в итальянском Неаполе, где сняли квартиру на улице Виа Генерала Орсини. Через некоторое время Нуреддин с женой Анделип-ханым (Фашрие Анделиб) уехал в Париж, оставив мать на попечении Джеляль-бея. Бехидже болела и пребывала в крайней нужде, состояние её усугубилось смертью Нуреддина-эфенди в 1944 году. Лейла Ачба пишет, что без поддержки сына Бехидже не могла оплачивать целую квартиру и вынуждена была переехать в маленькую комнату. Харун Ачба отмечает, что мать Бехидже, Назлы-ханым, остававшаяся в Турции, обратилась за финансовой помощью к правительству в Анкаре и, когда помощь была выделена, она отправила деньги Бехидже в Неаполь. Бехидже так и не получила помощь от Назлы: Джеляль-бей присвоил деньги и растратил их. Когда Бехидже навестил родственник служивший атташе в Италии, он ужаснулся её состоянию: неделями и месяцами Бехидже, превратившаяся в старуху с растрёпанными волосами, не могла мыться и не следила за собой настолько, что комната была наполнена крайне отвратительным запахом, из-за чего её гостю приходилось зажимать нос, чтобы войти.
В марте 1969 года родственникам Бехидже удалось перевезти её в Стамбул, однако прожила она всего 7 месяцев: 22 октября 1969 года Бехидже, перед смертью взявшая девичью фамилию Маан, скончалась в доме своей племянницы Суад-ханым на Багдадском проспекте и была похоронена на кладбище при обители Яхьи-эфенди. Как пишет Сакаоглу, Бехидже пережила не только мужа, но и всех жён Абдул-Хамида II.
В результате потрясений, перенесённых Бехидже, на закате жизни её психическое здоровье пошатнулось. Она так и не смогла смириться со смертью сына и перенесла привязанность к нему на куклу, с которой никогда не расставалась. Родственники, которые видели Бехидже Ханым-эфенди перед её смертью, рассказывали, что она время от времени говорила на итальянском, турецком и французском языках. Известно, что Джеляль-бей оставался с хозяйкой до самого конца.